# Sorriso arcaico

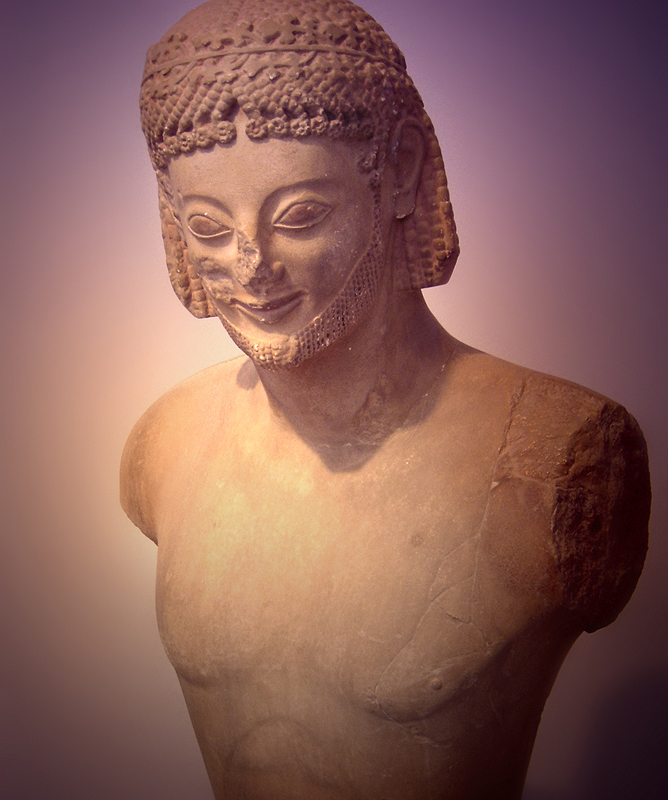
Detalhe do Cavaleiro Rampin no Museu da Acrópole de Atenas, mostrando o típico sorriso arcaico

O chamado sorriso arcaico é a expressão obtida nas faces das estátuas gregas femininas e masculinas, denominadas kouros e de kore, típicas do período arcaico (c. 650–480 a.C.), mais comuns naquelas criadas no segundo quartel do século VI a.C. O significado deste sorriso é desconhecido, mas geralmente se presume que reflita um estado idealizado de bem-estar e saúde.